# Domazan
Domazan település Franciaországban, Gard megyében. Lakosainak száma 966 fő (2022. január 1.). Domazan Aramon, Estézargues, Rochefort-du-Gard, Saze és Théziers községekkel határos.

## Népesség
A település népességének változása:
| Lakosok száma | 432  | 513  | 671  | 801  | 919  | 915  | 930  | 939  | 951  | 966  |
|               | 1968 | 1982 | 1990 | 2006 | 2013 | 2015 | 2017 | 2019 | 2020 | 2022 |